# 에버렛 티포드
에버렛 제임스 티포드(스페인어: Everett James Teaford 에버렛 제임스 티포드[*], 1984년 5월 15일 ~ )는 미국의 야구 선수이자, 메이저 리그 전 탬파베이 레이스의 투수이다.

## KBO 리그시절
2014년 초 LG 트윈스의 이전 용병 투수였던 레다메스 리즈가 부상으로 팀에서 이탈하자 2014년 3월 30일 대체 용병으로 영입되었고, LG 트윈스 1군에서 활약했으나, 7월 이후 부상과 부진으로 인해 포스트시즌 엔트리에 들지 못했고, 시즌 후인 2014년 11월 25일 LG 트윈스로 방출 통보를 받았다.
| 연도 | 팀명  | 경기 | 평균자책점 | 완투 | 완봉 | 승 | 패 | 세 | 홀 | 승률  | 타자 | 이닝   | 피안타 | 피홈런 | 볼넷 | 사구 | 탈삼진 | 실점 | 자책점 |
| ---- | ----- | ---- | ---------- | ---- | ---- | -- | -- | -- | -- | ----- | ---- | ------ | ------ | ------ | ---- | ---- | ------ | ---- | ------ |
| 2014 | LG    | 20   | 5.24       | 0    | 0    | 5  | 6  | 0  | 0  | 0.455 | 455  | 99 2/3 | 105    | 9      | 51   | 6    | 85     | 64   | 58     |
| 통산 | 1시즌 | 20   | 5.24       | 0    | 0    | 5  | 6  | 0  | 0  | 0.455 | 455  | 99 2/3 | 105    | 9      | 51   | 6    | 85     | 64   | 58     |

## 특이사항
2012년에 당시 클리블랜드 인디언스의 외야수였던 추신수와 맞대결을 펼쳐 삼진을 잡아낸 적이 있다.